# Ascarosepion
Genre
Ascarosepion est un genre de petites seiches, de l'océan Pacifique. Les deux membres de ce genre sont caractérisés par un os de seiche petit et épais en forme de losange.

## Synonymes
- Amplisepia Iredale, 1926
- Glyptosepia Iredale, 1926
- Mesembrisepia Iredale, 1926
- Metasepia Hoyle, 1885
- Ponderisepia Iredale, 1926
- Sepia (Metasepia) Hoyle, 1885
- Solitosepia Iredale, 1926

## Liste d'espèces
Selon ITIS (12 mars 2012) & NCBI (12 mars 2012)  :
- Metasepia pfefferi (Hoyle, 1885) — Seiche flamboyante
- Metasepia tullbergi (Appellöf, 1886) — Seiche encrier

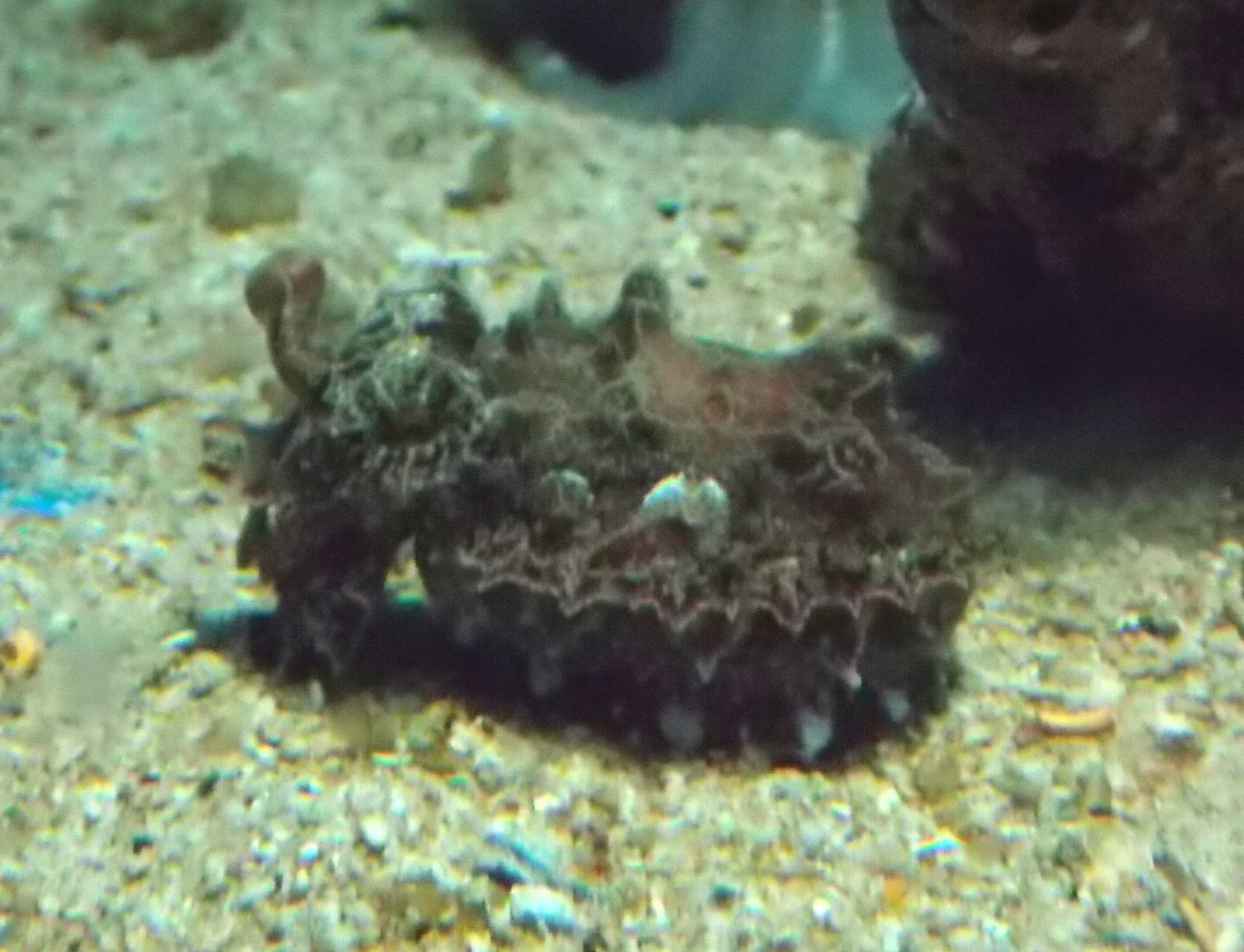
Metasepia tullbergi